# 高原區政府
高原區（英語：Tablelands Region）是澳大利亞昆士蘭州遠北部的地方政府；2008年，由4個地方政府合併而成，所統籌的政府預算有澳幣6220萬。

## 區議會
區議會有議席8座，儘管行政改革報告不建議於區內劃分選區，然而高原區仍分為8個選區，選舉出區議員；區長為直選。